# 로셀라 아야네
로셀라 아야네(아랍어: روزيلا أيان, 영어: Rosella Ayane, 1996년 5월 5일~)는 모로코의 여자 축구 선수로 포지션은 공격수이다. 현재 토트넘 홋스퍼 FC 위민과 모로코 여자 대표팀 소속으로 활동하고 있다. 그녀의 아버지는 모로코인이고 어머니는 스코틀랜드인이다.

## 어린 시절
잉글랜드 레딩에서 태어났다.

## 클럽 경력
2013년 첼시 FC 위민에 입단했으며 여러 팀들의 임대를 거쳤다. 키프러스 팀을 거쳐서 브리스톨 시티에서 활약하다가 2019년 토트넘 홋스퍼 FC 위민에 입단해서 활동하고 있다.

## 국가대표 경력
22022년 아프리카 네이션스컵에 출전해 준우승에 공헌하였고 2023년 FIFA 여자 월드컵 대표팀에 선발되었다.

## 수상

### 클럽
첼시 FC 위민
FA 여자 슈퍼리그 : 우승 (2015)
여자 FA 컵 : 우승 (2014-2015)

### 국가대표팀
모로코 여자
- 아프리카 여자 네이션스컵 : 준우승 (2022년)